# MAN SL 202
Le MAN SL 202 est un autobus construit par MAN entre 1984 et 1993.

## Histoire
Le MAN SL 202 représente la deuxième génération des autobus standards, il succède au MAN SL 200. Comme son prédécesseur il reprend la double porte et la girouette avant, cependant, à partir de 1989, il est victime du succès de son successeur à plancher bas, le MAN NL 202.
La production est arrêtée en 1993.
La ville de Nuremberg a vu circuler un prototype SL 202 au gaz naturel, il fut le premier véhicule de ce type à rouler en Allemagne. Les résultats de l’expérimentation ont permis à MAN de mieux développer le moteur au gaz naturel destiné au MAN NL 202 CNG. Le prototype (n°135) est actuellement exposé dans un musée à Nuremberg.

## Caractéristiques techniques
Cet autobus possède 39 ou 45 places assises et 68 ou 54 places debout soit 103 ou 99 places au total.
- Longueur             = 11,525 m
- Largeur              = 2,500 m
- Hauteur              = 2,945 m
- Poids à vide         = 17,600 t
- Puissance            = 200 ch, 204 ch, 211 ch et 245 ch

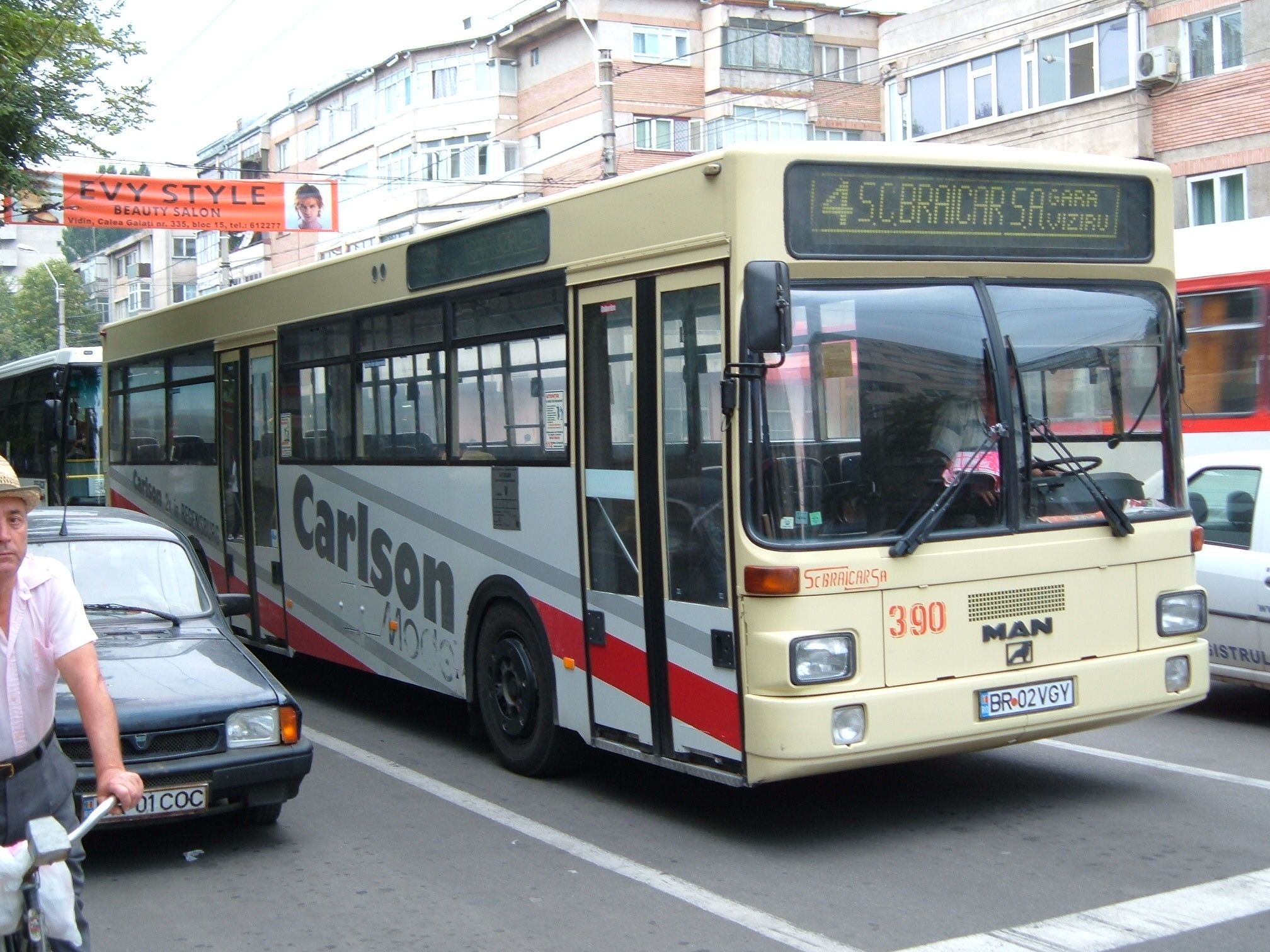
MAN SL 202 à Brăila en Roumanie
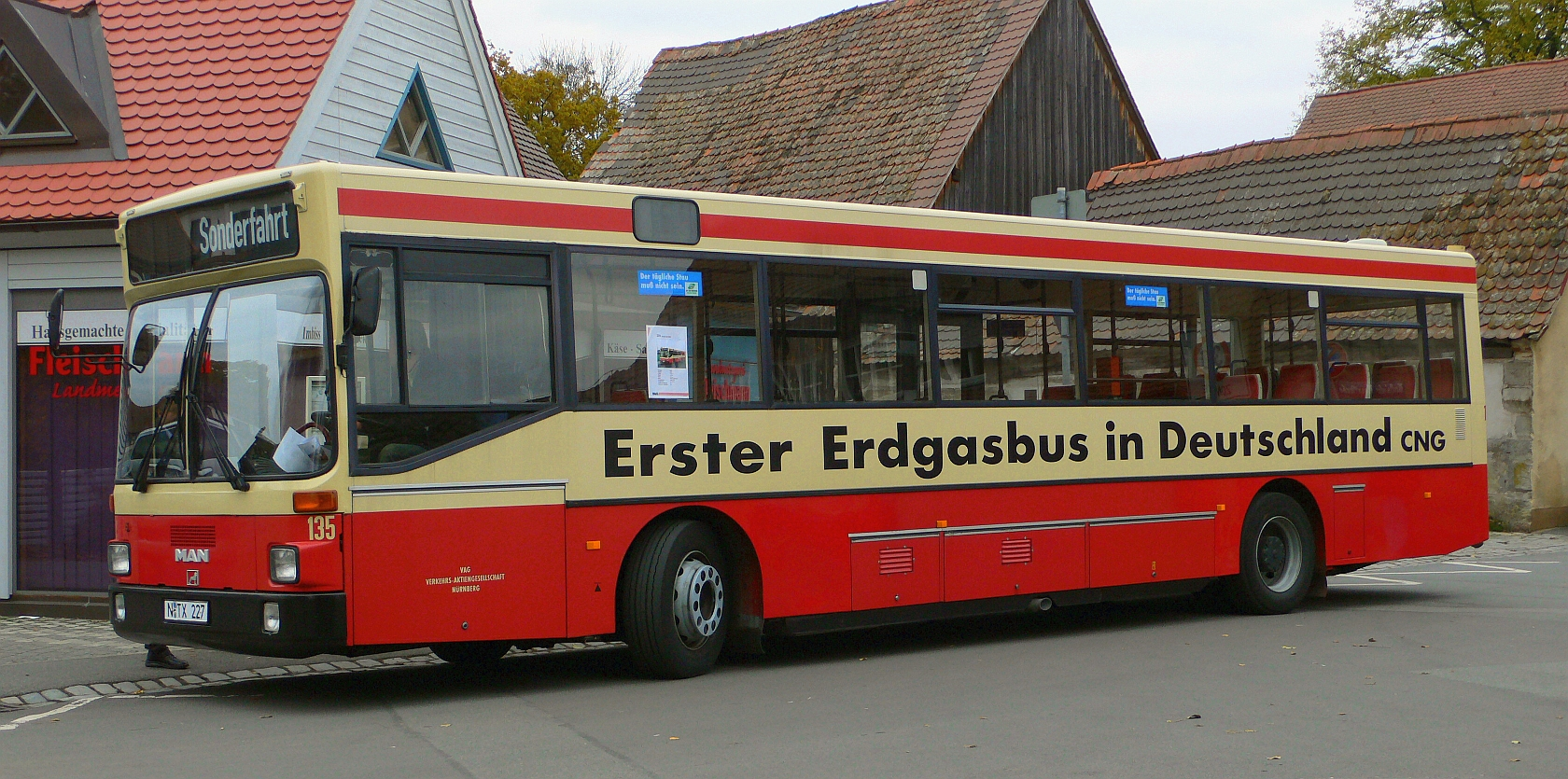
Bus n°135 des transports de Nuremberg